# Jesús Eduard Alonso López
Jesús Eduard Alonso López   (Gandia, 24 d'octubre de 1958) és un historiador i arxiver valencià

## Biografia
Llicenciat en història contemporània per la Universitat de València (1981) i diplomat superior en arxivística i gestió de documents per la Universitat Autònoma de Barcelona (2010), des de 1982 ha treballat a l'Arxiu Històric de la Ciutat de Gandia del qual ha estat director entre 2003 i 2021. Entre el 2012 i el 2017 va ser president de l'Associació d'Arxivers i Gestors de Documents Valencians.
 Va promoure i coordinar la Universitat d'Estiu de Gandia en els seus inicis (1984-1988), i ha despuntat en la investigació històrica a l'àmbit de les Comarques Centrals del País Valencià. Ha estat membre del Centre d'Estudis i Investigacions Comarcals Alfons el Vell de la Safor i ha codirigit i presentat el programa de la televisió local de Gandia Des del Record.
Destaca la seua vocació divulgativa, manifesta en nombroses col·laboracions periodístiques i a través de les breus històries de pobles de la comarca de la Safor editades per l'Acadèmia Valenciana de la Llengua en la seua col·lecció Toponímia dels pobles valencians. La seua Història de la Safor (1998) o la Història de Gandia (2010-2011). a través de diverses edicions, ha tingut una gran repercussió en el món educatiu i en el conjunt de la societat implicada. També destaca la seva obra Sant Jeroni de Cotalba: desintegració feudal i vida monàstica. Segles XVIII i xix (1988).
Ha cultivat la biografia i l'estudi de diversos llinatges, l'arxivística o la història eclesiàstica, militar i social dels darrers segles. Ha col·laborat en revistes científiques com Estudis d'Història Contemporània del País Valencià, L'Avenç, Plecs d'Història Local, Ullal, Espai Obert i Revista de la Safor. En mitjans de comunicació com Levante-EMV, El País, Ràdio Gandia, Gandia TV, Las Provincias, i El Temps. Ha tingut diverses responsabilitats editorials en Ullal: revista d'Història i Cultura, Saó, En Pie de Paz, Comarques Centrals i Espai Obert, entre d'altres.
Actualment col·labora amb el Centre Delàs d'Estudis per la Pau i dirigeix la revista La Falzia: la veu dels pobles silenciosos de la subcomarca de la Vall del Vernissa.

## Obres
Es autor de nombrosos articles publicats en revistes de divulgació i professionals valencianes i entre els llibres d'història que ha escrit destaquen:
- 1988, Sant Jeroni de Cotalba: desintegració feudal i vida monàstica. Segles segle xviii i segle xix.Gandia. CEIC Alfons el Vell
- 1998, Història de la Safor. Simat de la Valldigna. La Xara
- 1999, De la Safor a la Cuba Colonial. Vicent Alcalá de Olmo un militar emprenedor. Gandia. CEIC Alfons el Vell
- 2002, Sáenz de Juano. Simat de la Valldigna. La Xara
- 2007, Miramar història pròxima. Miramar. Ajuntament de Miramar
- 2010, Historia de Gandia Siglos XIII-XX. Simat de la Valldigna. La Xara
- 2013, La transició democràtica: mirades i testimonis. Amb Vicent Cremades. La Safor. Riu Blanc